# Circuit intégré 74804

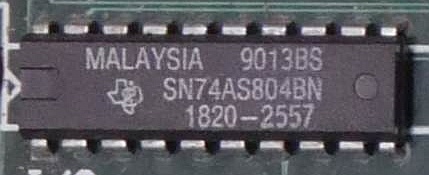
Circuit intégré 74804 (Texas Instruments SN74AS804BN)

Le circuit intégré 74804 fait partie de la série des circuits intégrés 7400 utilisant la technologie TTL.

Ce circuit est composé de six portes logiques indépendantes NON-ET à deux entrées.